# Kalyug
Kalyug (To hell and back) – bollywoodzki thriller z 2005 roku, którego akcja dzieje się wśród producentów filmów pornograficznych. Zdjęcia do filmu kręcono w Mumbaju, w Tajlandii (w Bangkoku) i w Szwajcarii (m.in. w Zurychu). Odwołania do hollywoodzkiego thrillera 8 mm z Nicolasem Cage'em.
Film opowiada historię młodożeńców, których miesiąc miodowy został nagrany ukrytą kamerą i pokazany w internecie. Skrzywdzony mąż szuka zemsty wkraczając w podziemny świat producentów pornografii.
To dramat na temat krzywdy, jaką ludziom wyrządza pornografia. W filmie pokazano, jak najczystsze uczucie miłości można zbrukać sprzedając je w sieci. Przedstawiono świat, w którym jedni czerpią rozrywkę z cierpienia drugich. Historia ta niesie jednak też nadzieję głoszoną przez głównego bohatera, dla którego współczucie okazuje się wartością większą niż zemsta za krzywdę i który uczy się, że „własny ból można zmniejszyć pocieszając innych”. To prawda, ale najpierw rozlicza się jednak z krzywdzicielami.

## Fabuła
Wcześnie osierocony przez matkę Kunal Darr (Kunal Khemu) zmuszony jest w 1990 roku wraz ze swym ojcem opuścić zagrożony Kaszmir. W Mumbaju traci ukochanego ojca, wkrótce jednak pocieszeniem w jego samotności staje się dziewczyna z jego stron Renuka (Smiley Suri). Młodzi zakochawszy się w sobie, na ślubie otrzymują od przyjaciela w prezencie możliwość spędzenia nocy poślubnej w hotelu. Niedługo potem oboje zostają aresztowani i oskarżeni o udział w przemyśle pornograficznym. Policja pokazuje im na Indiapassion.com film z... ich nocy poślubnej. Kunal jest oskarżony o sprzedanie części swego życia pornostronie. Zostaje ograbiony ze wszystkiego. Nie tylko z intymności ich pierwszej nocy miłosnej, którą teraz może z obleśnym uśmiechem obejrzeć każdy. Wkrótce traci też samą Renukę. Wstrząśnięta dziewczyna nie wytrzymuje upokorzeń na policji. Wyskakuje z okna. Teraz Kunal po wypuszczeniu na wolność nie ma nic. Pozostaje mu tylko pragnienie rozliczenia się z ludźmi odpowiedzialnymi za wyrządzoną mu krzywdę. W tym celu wyjeżdża do Zurychu.

## Obsada
- Kunal Khemu – Kunal P. Darr
- Deepal Shaw – Anita „Annie”, modelka
- Smilie Suri – Renuka, żona Kunala
- Amrita Singh – Simi Roy, właścicielka strony z filmami porno – nominacja do Nagrody Filmfare za Najlepszą Rolę Negatywną
- Ashutosh Rana – Farid, operator filmu porno
- Farid Amiri – Vikram Garewal, kochanek Simi
- Emraan Hashmi – Alibhai, sprzedawca w sex-shopie
- Bomie E. Dotiwala – Bomi Dotiwalla
- Sillo Mahava – Silloo Mahawa
- Nafeesa Shaikh – Nafisa Shaikh
- Yatin Karyekar – Yatin Karekar

## Piosenki
Muzykę do filmu skomponował Anu Malik, twórca muzyki do takich filmów jak: Akele Hum Akele Tum, Chaahat, Ishq, Border, China Gate, Refugee, Fiza Asoka Wielki, Aks, LOC Kargil, Tamanna, Ishq Vishk, Murder, Fida, No Entry, Humko Deewana Kar Gaye, Zakochać się jeszcze raz, Umrao Jaan, czy Paap. Nagroda Filmfare za Najlepszą Muzykę za Baazigar i Jestem przy tobie.
- Aadat si hain mujhko – Atif Aslam (kompozycja muz)
- Jiya dhadak dhadak jaaye – Rahat Fateh Ali Khan
- Dheere Dheere
- Ye Pal
- Aadat (Remix)
- Tujhe Dekh Dekh
- Thi Meri Dastan
- Aadat – 2

## O twórcach filmu
- Producenci filmów rodzina Bhatt często robią remaki hollywoodzkich filmów (ten ma motywy z 8 mm z Nicolasem Cage'em).
- Muzyka z wpływami pakistańskimi. „Jiya Dhadak Dhadak..” śpiewana przez mistrza Rahat Fateh Ali Khan, a „Aadat” skomponowana przez Atif Aslama.
- To pierwszy film, w którym Emraan Hashmi całował się na ekranie (po okresie filmów bez pocałunków).
- Pierwotnie film nosił tytuł kontrowersyjny dla Indii tytuł Blue Film („Pornograficzny film”).
- Rola Emraan Hashmi cieszyła się uznaniem krytyków.
- Debiutująca aktorka Smily Suri jest siostrą reżysera Mohit Suri i kuzynką aktora Emraan Hashmi.